# ピアノゾンビ
ピアノゾンビは、2007年に東京都新宿の世界の山ちゃんで結成された日本のロックバンドである。

## メンバー
- アキパンマン（Vo/Gt、1月19日）ex.スーパーサンダース
- ホネヌキマン（大王/Key/Dance、1月17日[1] - ）
  - パートピアノ
- 中島マン（Gt、1月11日）
- 北松戸マン（Bs/Cho、2月25日）ex.THEチビッコGANGS
- ヘルプマン（Ds、11月28日）
- 懺悔マン（Z、1月25日）

旧メンバー
- GEBOKU（下僕）
- アメリカマン（Ds.）ex.PACKMAN、THE ROLLING MAN

## 歴史
- 2007年
  - 9月に浜松メスカリンドライブで初ライブ。
- 2008年
  - 2月 新宿ACB Hallにてワンマンライブ「ホネ殺しナイトVol.1」を行う。
  - 8月 富士山山頂にてホネヌキマン様の握手会を開催。
  - 12月 新宿ACB Hallにてワンマンライブ「ホネ殺しナイトVol.7」を行う。
- 2009年
  - 1stアルバム「弾けなくて」を発売。
  - 機材車大破の大事故を起こしアキパンマンが入院。ツアー初日をキャンセル。
  - 10月 目黒 鹿鳴館にてワンマンライブ「ホネ殺しナイトVol.10」を行う。SOLD OUT!
- 2010年
  - 2ndアルバム「まだ弾けなくて」を発売。
- 2011年
  - 3rdアルバム「そりゃ弾けなくて」を発売。
- 2014年
  - 4thアルバム「ひいてるぜ」を発売。
- 2015年
  - 5thアルバム「ホワイトクラブ」を発売。
- 2017年
  - 自主レーベル「OFFICE GEBOKU」第一弾作品として6thアルバム「ほねざんまい」を発売。また本作を引っ提げて、結成10周年を記念したライブを9月30日にZepp Tokyoにて開催[2]。

## タイアップ
- 映画「DEADBALL」エンディングテーマ 
  - 「ONE NIGHT SYNDROME」

- PlayStation 4用ダウンロード専用ソフト、「LET IT DIE」
  - ゲーム内のラジオに5thアルバム、「ホワイトクラブ」より「LET IT DIE 〜ゲームの歌〜」を収録。

## 出演
- 2015年09月04日 - テレビ東京系「音流〜On Ryu〜」
- 2015年09月07日 - テレビ東京系「プレミアMelodiX!」

## 主なライブ

### ワンマンライブ・主催イベント
- 2011年07月16日 - ピアノゾンビ企画 骨殺しナイト
- 2012年09月01日 - ピアノゾンビワンマンライブ「骨殺しナイト」
- 2012年11月24日 - ピアノゾンビ の大王ホネヌキマン様への挑戦 セクシー&ワイルド対決!vol.1
w/セツナクルーズ/THE Hitch Lowke
- 2013年03月16日 - ピアノゾンビワンマン「骨殺しナイト」
- 2013年12月28日 - ピアノゾンビの大王ホネヌキマン様への挑戦! セクシー＆ワイルド対決!
w/Gacharic Spin/アリス十番/LIFriends
- 2014年10月12日 - ピアノゾンビワンマン「骨殺しナイト」
- 2014年10月19日 - ピアノゾンビ アルバム『ひいてるぜ』発売記念イベント ホネヌキマン様の紙芝居＆サイン会
- 2014年10月26日 - ピアノゾンビ アルバム『ひいてるぜ』発売記念イベント ホネヌキマン様のマジックショー＆チェキ撮影会
- 2014年11月09日 - 大王ホネヌキマン様 presents【？？？】
w/SABOTEN/荒川ケンタウロス/ザ・サイレンズ/骨上陽水
- 2014年12月06日 - 「骨殺しナイト」～大阪編～ supported by 音エモン
- 2015年09月12日〜23日 - ピアノゾンビ ホワイトクラブ発売記念TOUR「強化合宿」

### 出演イベント
- 2009年12月06日 - MARZ・Marble・Motion3会場1000人フェス Marble KENSUKE presents「ロックの向こう側FES 09」
- 2011年04月26日 - VIVA!ROCK'A FIELD
- 2012年05月13日 - TOKYO BOOTLEG CIRCUIT'12
- 2012年12月16日 - ザ・キャプテンズ『失神天国～傷だらけ・骨だらけ～』
- 2013年01月14日 - GARDEN新春イベント「50 minutes」
- 2013年04月13日 - Palooza presents VS CIRCUIT ピアノゾンビ VS 八十八ヶ所巡礼
- 2013年05月18日 - 脳みそクルクルナイト vol.3
- 2013年06月22日 - onion night!lv30!～5th Anniversary～
- 2013年07月13日 - JUN TOGAWA VS ピアノゾンビ
- 2013年11月10日 - TOKYO BOOTLEG 7th Anniversary
- 2014年01月19日 - みそフェス
- 2014年05月04日 - SEX MACHINEGUNS 春の祭典 2DAYS
- 2014年06月28日 - onion night! lv43!～6th Anniversary～!～
- 2014年07月12日 - TOKYO BOOTLEG CIRCUIT'14
- 2014年09月11日 - Brand New Vibe TOKYO ZOMBIEリリースPARTY &メジャーデビュー3rd.Anniversary
- 2014年09月11日 - 音エモン presents 『LIVE BURGER next vol.2』
- 2014年11月08日 - WOOLY CARNIVAL
- 2015年01月10日 - 武蔵野音楽祭 ～蓮の音ツアー2015新春の宴～
- 2015年01月18日 - GRANDLINE 2015
- 2015年02月11日 - palooza presents VS CIRCUIT
- 2015年04月04日 - ローカルフォーカス#6～モルタル企画発足15周年サンクス公演
- 2015年04月05日 - ☆Match Vox 11th anniversary☆GEBOKU presents-MatchVox11周年を祝う集い-
- 2015年04月12日 - ASTRO HALL presents "Ryo's BAR -carnival-" ～私のすきなもの～
- 2015年04月25日 - ザ・サイレンズ presents"京極ランチタイムvol.34～「RAINBOW」リリースツアーファイナル～"
- 2015年05月04日 - ミソフェス2015
- 2015年06月20日 - PAN結成20周年記念イベント 20祭やDAY!
- 2015年07月04日 - VS CIRCUIT "JEALKB VS ピアノゾンビ"
- 2015年07月11日 - TOKYO BOOTLEG CIRCUIT'15
- 2015年08月30日 - ピアノゾンビ vs BRADIO 2MAN LIVE